# 布雷斯特湾

布雷斯特湾地图

布雷斯特湾（法語：rade de Brest，法語發音：[ʁad də bʁɛst]）是法国西北部布列塔尼大區菲尼斯泰尔省的一个港湾，面积约为180平方千米，通过1.8千米宽的布雷斯特海峡与大西洋相连。该湾有三条主要河流流入：庞费勒河、埃洛恩河和欧讷河。